# Banco Canarias de Venezuela
El Banco Canarias fue una institución financiera venezolana especializada en banca universal que fue intervenida a puertas cerradas por parte del gobierno nacional.  Tenía su sede principal en el sector financiero de El Rosal en Caracas. Estaba fuertemente relacionado con los inmigrantes canarios en Venezuela y con el Gobierno de Canarias. Según la calificación de la SUDEBAN estaba ubicado dentro del Estrato Mediano de los bancos del país.

## Historia
Fue fundado el 23 de septiembre del año 1992 por un grupo de accionistas de origen canario (islas Canarias) e inició operaciones comerciales el 18 de enero de 1993. Con la intención de transformarse de banca comercial a universal la empresa se fusionó con Margarita Entidad de Ahorro y Préstamo en 2002. En 2008 Credican, la casa matriz del Canarias inició la oferta para la adquisición del 37,7% del capital accionario de la casa de bolsa U21, logrando su objetivo a finales de septiembre de ese año.
Entre sus principales accionistas esta   Álvaro Gorrín Ramos que acusado por la Fiscalía por su presunta participación en el caso de evasión fiscal y contrabando de la empresa Microstar propiedad de Eligio Cedeño quien también fue accionista y director principal del Canarias hasta 2005. Ambos fueron señalados de asociación para delinquir y apropiación indebida de recursos de los ahorristas en el 2009.
Para inicios de  2009 había inaugurado su sucursal número 87, ubicada en Barinas y además contaba con una oficina de representación en Santa Cruz de Tenerife en las Islas Canarias.
El 1 de octubre de 2009 a través de la Bolsa de Valores de Caracas se concretó exitosamente la oferta pública abierta (OPA) de Banpro -Banco Provivienda C.A, Banco Universal-, sobre el Banco Canarias de Venezuela, Banco Universal, C.A se unirán la red de oficinas y pasara a tener aproximadamente 150 agencias en todo el país.
También poseía una aseguradora, Seguros Canarias que para 2009 se encontraba entre las primeras veinte de ese país. Tras la fusión con BanPro, los nuevos dueños del grupo empresarial se desprenden de esta, quedándose con Seguros La Previsora.

## Crisis
En noviembre de 2009 este banco es intervenido por el Gobierno venezolano bajo orden del presidente de la república, motivado a irregularidades. En esta misma situación se encontraban los bancos BanPro, Bolívar Banco y Confederado. Mientras estos dos últimos fueron fusionados en Bicentenario Banco Universal, el Canarias y BanPro fueron liquidados. Entre las «irregularidades» detectadas en la citada entidad está el aumento de capital sin especificar el origen de los fondos y el incumplimiento con los índices patrimoniales, según la información oficial ofrecida, el delito apunta a la solicitud de cupos de dólares para importaciones fantasmas o con sobre-estimaciones en perjuicio del estado